# Netscape 6
Netscape 6 era uma suíte de internet de licença proprietária criada pela Netscape. Ele subtituiu a versão 4.8 do Netscape Communicator (já que a  versão 5 não foi lançada). Ele foi baseado no Mozilla Suite.
Era composto pelos seguintes componentes principais:
- um navegador web, o Netscape Navigator
- um cliente de e-mail, o Netscape Mail & Newsgroups
- um catálogo de endereços
- um editor HTML, o Netscape Composer
- um cliente de IRC
- uma cliente de mensagens instantâneas, o AOL Instant Messenger

## História e desenvolvimento
Em março de 1998, Netscape ciria a maior parte do código do Communicator e coloca sob uma licença open-source. O projeto foi batizado de Mozilla. Estima-se que transformar o código-fonte (todos os elementos proprietários tiveram que ser removidos) em um nova versão navegador pode demorar um ano, e assim foi decidido que a próxima versão do navegador Netscape, versão 5.0, seria baseada em ele. A Netscape atribuiu o seu navegador engenheiros de desenvolvimento para ajudar com o projeto.
Mais tarde nesse ano foi bastante evidente que o desenvolvimento do Mozilla não estava avançando rapidamente, de modo Netscape transferido alguns de seus engenheiros para uma nova versão do Communicator 4.5. Isto teve o resultado de redirecionar parte do esforço do browser em uma filial do dead-end enquanto o Internet Explorer 5 ainda era criar uma dinâmica.
A versão 5 do navegador foi ignorada, no momento em que o Internet Explorer 5 estava disponível durante um ano e meio. Havia planos para lançar uma versão quase pronta para 5.0 baseado no codebase 4.x, mas essa ideia foi abandonada. Os engenheiros da Mozilla decidiu desfazer-se do código do Communicator e começar tudo de novo. Todos os recursos eram obrigados a trabalhar no  Netscape 6.0, que alguns funcionários da Netscape ainda considerar um dos maiores erros na história da companhia.
As versões 6.1 e 6.2, lançadas em 2001, abordou alguns problemas de estabilidade e eram mais respeitados, mas ainda tinha um número relativamente pequeno de usuários e foi enfrentar uma nova concorrência do Internet Explorer 6, lançado no verão de 2001.

## Histórico de lançamento
- Netscape 6.0 - 14 de novembro de 2000 (baseado no Mozilla 0.6)
- Netscape 6.01 - 9 de fevereiro de 2001 (baseado no Mozilla 0.6)
- Netscape 6.1 - 8 de agosto de 2001 (baseado no Mozilla 0.9.2.1)
- Netscape 6.2 - 30 de outubro de 2001 (baseado no Mozilla 0.9.4.1)
- Netscape 6.2.1 - 29 de novembro de 2001 (baseado no Mozilla 0.9.4.1)
- Netscape 6.2.2 - 19 de março de 2002 (baseado no Mozilla 0.9.4.1)
- Netscape 6.2.3 - 15 de maio de 2002 (baseado no Mozilla 0.9.4.1)